# Kanton Saint-Haon-le-Châtel
Kanton Saint-Haon-le-Châtel (francouzsky Canton de Saint-Haon-le-Châtel) je francouzský kanton v departementu Loire v regionu Rhône-Alpes. Tvoří ho 12 obcí.

## Obce kantonu
- Ambierle
- Arcon
- Noailly
- Les Noës
- Renaison
- Saint-Alban-les-Eaux
- Saint-André-d’Apchon
- Saint-Germain-Lespinasse
- Saint-Haon-le-Châtel
- Saint-Haon-le-Vieux
- Saint-Rirand
- Saint-Romain-la-Motte